# Structuurconstante
In de wiskunde zijn de structuurconstanten van een algebra over en lichaam/veld de coëfficiënten die het product van twee basisvectoren in de algebra uitdrukken als lineaire combinatie van basisvectoren. Aagezien ieder element van de algebra een unieke lineaire combinatie is van de basisvectoren, zijn de structuurconstanten eenduidig bepaald bij een gegeven basis.

## Definitie
Laat de vectoren {\displaystyle (e_{i})} een basis vormen van de algebra {\displaystyle A} als vectorruimte over het lichaam/veld {\displaystyle K}. De structuurconstanten {\displaystyle c_{ij}^{k}} zijn de coëfficiënten in de uitdrukking die het product {\displaystyle e_{i}e_{j}} van het paar basisvectoren {\displaystyle (e_{i},e_{j})} geeft als de lineaire combinatie:
{\displaystyle e_{i}e_{j}=\sum _{k}c_{ij}^{k}e_{k}}
De structuurconstanten worden als dat niet tot verwarring leidt ook vaak geschreven als {\displaystyle c^{ijk}}.

## Lie-algebra
In een lie-algebra is het product van twee elementen {\displaystyle x} en {\displaystyle y} gedefinieerd als het lie-haakje:
{\displaystyle xy=[x,y]}
Bij toepassingen in de natuurkunde worden de basisvectoren voortbrengers genoemd en aangeduid met {\displaystyle T_{i}} en de structuurconstantem met {\displaystyle f^{ijk}}. Er geldt dus:
{\displaystyle [T_{i},T_{j}]=\sum _{k}f^{ijk}T_{k}}
Omdat in een lie-algebra de jacobi-identiteit geldt, is
{\displaystyle [T_{i},[T_{j},T_{k}]]+[T_{j},[T_{k},T_{i}]]+[T_{k},[T_{i},T_{j}]]=0}
zodat de structuurconstanten voldoen aan:
{\displaystyle f^{adm}f^{bcd}+f^{bde}f^{cad}+f^{cde}f^{abd}=0},
waarin gebruikgemaakt is van de einstein-sommatieconventie dat gesommeerd wordt over indices die herhaald binnen een product voorkomen.